# Copa Intercontinental de Futsal 2018
A Copa Intercontinental de Futsal 2018 foi a décima oitava edição da Copa Intercontinental de Futsal, o principal torneio de clubes do esporte no planeta. Foi a décima segunda vez que a competição esteve sob chancela da Federação Internacional de Futebol (FIFA).
Todos os jogos foram disputados entre os dias 27 de agosto e 2 de setembro de 2018 em Bangkok, na Tailândia. O Sorocaba Futsal sagrou-se bicampeão ao derrotar o Carlos Barbosa na final por 2-0.

## Equipes participantes
- Chonburi
- Magnus
- Carlos Barbosa
- Barcelona
- Elite
- Los Angeles

## Fase de grupos

### Grupo A
| Pos | Equipe         | Pts | J | V | E | D | GP | GC | SG | Classificado      |
| --- | -------------- | --- | - | - | - | - | -- | -- | -- | ----------------- |
| 1   | Carlos Barbosa | 6   | 2 | 2 | 0 | 0 | 8  | 2  | +6 | Fase eliminatória |
| 2   | Chonburi       | 3   | 2 | 1 | 0 | 1 | 6  | 6  | 0  | Fase eliminatória |
| 3   | Los Angeles    | 0   | 2 | 0 | 0 | 2 | 3  | 9  | −6 |                   |

### Grupo B
| Pos | Equipe    | Pts | J | V | E | D | GP | GC | SG  | Classificado      |
| --- | --------- | --- | - | - | - | - | -- | -- | --- | ----------------- |
| 1   | Magnus    | 6   | 2 | 2 | 0 | 0 | 10 | 0  | +10 | Fase eliminatória |
| 2   | Barcelona | 3   | 2 | 1 | 0 | 1 | 8  | 1  | +7  | Fase eliminatória |
| 3   | Elite     | 0   | 2 | 0 | 0 | 2 | 0  | 17 | −17 |                   |

## Fase eliminatória
|  | Semifinal                            | Semifinal      |                                      |   | Final | Final |
|  |                                      |                |                                      |   |       |       |
|  | 1 de setembro – Bangkok Futsal Arena |                |                                      |   |       |       |
|  |                                      |                |                                      |   |       |       |
|  | FC Barcelona                         | 1              |                                      |   |       |       |
|  | FC Barcelona                         | 1              | 2 de setembro – Bangkok Futsal Arena |   |       |       |
|  | Carlos Barbosa                       | 3              |                                      |   |       |       |
|  | Carlos Barbosa                       | 3              | Magnus Futsal                        | 2 |       |       |
|  | 1 de setembro – Bangkok Futsal Arena |                | Magnus Futsal                        | 2 |       |       |
|  |                                      | Carlos Barbosa | 0                                    |   |       |       |
|  | Chonburi                             | Carlos Barbosa | 0                                    | 3 |       |       |
|  | Chonburi                             |                |                                      | 3 |       |       |
|  | Magnus Futsal                        | 4              |                                      |   |       |       |
|  | Magnus Futsal                        | 4              | Terceiro lugar                       |   |       |       |
|  |                                      |                |                                      |   |       |       |
|  | 2 de setembro – Bangkok Futsal Arena |                |                                      |   |       |       |
|  |                                      |                |                                      |   |       |       |
|  | FC Barcelona                         | 12             |                                      |   |       |       |
|  | FC Barcelona                         | 12             |                                      |   |       |       |
|  | Chonburi                             | 2              |                                      |   |       |       |

## Campeão
| Copa Intercontinental de Futsal 2018       |
| Brasil                                     |
| ------------------------------------------ |
| Sorocaba/Magnus Futsal Campeão (2º título) |